# Amandine
Pour les articles homonymes, voir Amandine (homonymie).
Amandine est un prénom français féminin qui vient du latin amandus : « celle qui est à aimer » et « celle qui doit être aimée » (adjectif verbal amanda du verbe amo, -as, -are, -aui, -atum, qui signifie « aimer »). Ce prénom est fêté le 9 juillet. Amandine a connu un succès remarquable à la fin des années 1980, en se positionnant dans le top 10 des prénoms féminins ; dorénavant très rare.

## Variantes
Amandine a pour variantes féminines Amandina et Amandyne, et au masculin Amandin. Mandy et Amanda sont les équivalents en anglais et en espagnol.

## Personnalités
Parmi les Amandine les plus célèbres, on peut citer :
- Amandine Aftalion
- Amandine Albisson
- Amandine Allou Affoué
- Amandine Beyer
- Amandine Blanc
- Amandine Bouillot
- Amandine Bourgeois
- Amandine Brossier
- Amandine Buchard
- Amandine Bégot
- Amandine Chaignot
- Amandine Chéron
- Amandine Cuasnet
- Amandine Dewasmes
- Amandine Dhée
- Amandine Doré
- Amandine Ebogo Fabo
- Amandine Ferrato
- Amandine Fouquenet
- Amandine Gay
- Amandine Giardino
- Amandine Henry
- Amandine Hesse
- Amandine Homo
- Amandine Kouakou
- Amandine Leynaud
- Amandine Lhote
- Amandine Marcou
- Amandine Marshall
- Amandine Mauricette
- Amandine Miquel
- Amandine Paillat
- Amandine Pavet
- Amandine Petit
- Amandine Rajau
- Amandine Roche
- Amandine Sanchez
- Amandine Savary
- Amandine Thomas
- Amandine Tissier
- Amandine Truffy
- Amandine Urruty

## Bébé éprouvette
Amandine est le premier « bébé éprouvette » de nationalité française. Elle est née le 24 février 1982 (3,420 kg et 51 cm) à l'hôpital Antoine-Béclère de Clamart (Hauts-de-Seine), grâce aux travaux du biologiste Jacques Testart, du gynécologue-obstétricien René Frydman et du chef de service Émile Papiernik.

## Sainte
- Marie-Amandine de Schakkebroek, religieuse franciscaine, originaire du Limbourg belge, martyrisée à Jinyang en Chine le 9 juillet 1900 pendant la révolte des Boxers. Son vrai prénom est Pauline Jeuris. Les Chinois pauvres, qu'elle aidait, l'appelaient "la vierge qui rit toujours".

## Chansons
- Amandine I et Amandine II par Damien Saez